# Живкович Владислав Хайдарович
Владисла́в Хайда́рович Живкович (нар. 30 липня 1975 — 18 лютого 2015) — старший прапорщик Збройних сил України.

## Життєвий шлях
Народився в родині вчителів, котрі перебували на будівництві БАМу, згодом сім'я повернулася на батьківщину — в село Мрин. 1993 року пішов на строкову службу, залишився в армії — у навчальному центрі «Десна», згодом — 101-й бригаді охорони, 30-й автобазі, центрі забезпечення МО України.
Після довготривалих клопотань 2 грудня 2014-го перевівся у зону бойових дій; командир взводу 25-го окремого мотопіхотного батальйону.
Старший прапорщик Владислав  Живкович  18 лютого 2015 року виводив із оточення бійців свого взводу і воїнів із інших підрозділів. Кілька разів їх накривав «Град», потрапляли під обстріл мінометів. Міна упала буквально під ноги Владиславу. Побратими кинулися до нього: «Я живий, хлопці», — прошепотів Хоттабич, а вони побачили кров і велику рвану рану в боці від осколка. Військові зупинили кров. Виходячи з оточення, Владислав по телефону вказував дорогу ще й землякові із Селища, який із другом потрапив на ворожий блокпост. Земляк дістався до своїх. А Владислав, на жаль, не встиг…
18 лютого 2015-го загинув під час обстрілів російськими збройними формуваннями при відведенні підрозділів із Дебальцевого.
Похований 21 лютого 2015 року в селі Мрин Ніжинського району Чернігівської області.
Без Владислава лишились дружина Наталія Олексіївна, син Артур та донька Єлизавета.

## Нагороди та вшанування
- Указом Президента України № 553/2015 від 22 вересня 2015 року — орденом Богдана Хмельницького III ступеня (посмертно)[2]
- Портрет на меморіалі "Стіна пам'яті полеглих за Україну" у Києві: секція 6, ряд 3, місце 32. [3]
- 28 серпня 2015-го на території МО України відкрито меморіальну дошку командиру автомобільного взводу автомобільної колони Центру забезпечення службової діяльності МО та ГШ ЗСУ Владиславу Живковичу.
- 7 грудня 2015 року на будівлі Мринського ліцею Мринської сільської ради встановлено меморіальну дошку на честь Владислава Живковича.
- 18 лютого 2016 року на території Мринського ПТУ-33 відкрито меморіальну дошку на честь Владислава Живковича
- У селі Мрин на честь Владислава Живковича продоводиться турнір із шахів, шашок та настільного тенісу.[1]